# Daniel P. Carter
Daniel P. Carter (16 de noviembre de 1974) es un músico y DJ de radio de nacionalidad británica. Actualmente es el cantante y guitarrista del grupo Hexes, perteneciente al género hardcore punk, bajista del grupo A, guitarrista del grupo de sludge metal Krokodil y de la banda de alternative rock Bloodhound Gang. Daniel es también el anfitrión del programa de radio Rock Show de la BBC Radio 1.

## ’A’ - 1997-2007
Nacido en Reading, Inglaterra. Daniel se unió a la banda de rock 'A' en 1997, substituyendo al bajista original Stevie Swindon. La banda acababa de lanzar su álbum debut How Ace Are Buildings, y pasó los siguientes años de gira por Reino Unido.
En 1999 lanzaron su segundo álbum A vs. Monkey Kong. Con su lanzamiento realizaron una gira internacional por primera vez. El sencillo "I Love Lake Tahoe" fue un gran éxito en Alemania, y en 2000 la banda se embarcó en una gira mundial con The Bloodhound Gang.
El tercer álbum fue Hi-Fi Serious, grabado en Alemania con el productor Al Clay en 2001. El primer sencillo del álbum fue "Nothing", consiguiendo aparecer en el top 10 del Reino Unido. Poco después su canción "Starbucks" apareció en el TOP 20. La banda estuvo de gira mundial durante todo el año 2002, apareciendo en muchos de los grandes festivales que ese año se celebraron por todo el mundo, ganando un premio Kerrang a la mejor banda británica. En 2003 ’A’ lanzó un nuevo sencillo llamado "Good Time".
El cuarto Álbum de la banda se grabó a principios de 2004 en Seattle, con el productor Terry Date. Durante la finalización del álbum, el sello británico London Records fue adquirido por Warner Music, lo que significó que el lanzamiento del álbum fuera cancelado durante el resto del año.
'A' hizo una breve reaparición en agosto de ese mismo año, apareciendo en el Reading and Leeds Festival como cabeza de cartel.
El Álbum Teen Dance Ordinance fue lanzado finalmente el 18 de julio de 2005. Su sencillo "Rush Song" fue lanzado en mayo. El sencillo consiguió alcanzar la posición 35 en las listas de ventas de Reino Unido, consiguiendo así aparecer en el Top 40 por cuarta vez. Después de 6 meses de gira, incluyendo actuaciones con Avril Lavigne en Alemania, una aparición como grupo principal en el Download Festival y su primer concierto acústico, se anunció que la banda iba a disolverse por decisión de Warner Music, debido a las bajas ventas obtenidas con su último disco. La banda terminó por disolverse, afirmando que no podían seguir financiándola.

## El retorno de ’A’
'A' regresó en 2007 para participar en el festival de Rochford, sin embargo, cuando se anunció una gira con The Wildhearts en 2008, Daniel se negó a participar en ella, publicando el siguiente escrito en el foro oficial de la banda.
"'A' fue uno de los mejores momentos que he tenido nunca en el mundo de la música y adoro a estos chicos. No creo ser "demasiado bueno" para tocar en 'A' y no es porque esté muy ocupado con mi trabajo en Radio 1. Es simplemente que cuando dibujamos una línea en la arena y se nos dijo que habíamos terminado, realmente sentí que habíamos terminado. Tocamos genial tiempo atrás y aunque fue cojonudo mientras estábamos tocando, en cuanto terminó me sentí un poco confundido con lo que acababa de pasar. Así, quiero terminar con cualquier especulación, para que nadie piense que es una extravagancia, no voy a estar tocando con la banda porque estoy tratando de tirar para adelante mi nueva banda y quiero centrarme en ella durante un tiempo ... Si va a haber más apariciones de 'A' en el futuro, puedo tocar con ellos o puede que no, dependerá de si todavía me quieren después de que John haya demostrado sus habilidades con el bajo, pero pase lo que pase, voy a estar en el London Show para ver a mis hermanos tocar algunas canciones, y voy a cantar solo. Fin. ".
Carter fue reemplazado por John Mitchell, productor de Enter Shikari y de Hexes, así como cantante de It Bites.
La banda anunció el 26 de mayo de 2010 que Daniel les acompañaría durante el mes de octubre en su gira por Reino Unido e Irlanda, en apoyo a Bowling For Soup.

## Collective
En 2005 Daniel formó equipo con su viejo amigo el compositor Julian Emery y con Jason Perry, un antiguo compañero de ’A’, formando el sello "Collective", dedicado a la producción y composición de música. La empresa está dirigida por Adam Perry, hermano de Jason Perry. Su primer proyecto fue coescribiendo y produciendo el álbum debut de Matt Willis Don't Let It Go to Waste. Daniel también coescribió "Luxury", "Who You Gonna Run To", "Get Bored", "Not Over" y "Whats the Point". El álbum consiguió un disco de oro y tres posiciones dentro del top 40 del Reino Unido.
El siguiente proyecto del equipo fue el tercer álbum de McFly, Motion in the Ocean. El álbum alcanzó el top 10 y produjo tres canciones que alcanzaron el número uno en el Reino Unido. Daniel coescribió "Star Girl", que fue número uno y "Friday Night", que también apareció en la banda sonora de la película de 2006 Noche en el Museo.
El equipo también ha estado involucrado escribiendo para Sugababes y Andrea Corr.

## Otros trabajos
Durante 2005 y 2006, Daniel se convirtió durante un breve periodo de tiempo en miembro de la banda Matt Willis después de tocar el bajo y la guitarra en el álbum Don't Let It Go to Waste
Daniel tocó el bajo con Matt Willis en una sesión de la Radio Live Lounge, en el V Festival,Top of the Pops, Popworld Childline Concert y durante una gira por Reino Unido. 
No apareció con la banda en el videoclip Crash debido a que tenía otros compromisos.
Daniel escribió las partes de guitarra para Stargirl de McFly, que fue la primera canción que se emitió desde el espacio.
Desde junio de 2011 Daniel P. Carter se convirtió en la voz oficial de Scuzz TV, una cadena de televisión de música Rock y Heavy Metal con sede en el Reino Unido.
También es el cantante de Hexes, un grupo de Hardcore punk británico.
Anteriormente estuvo en The Lucky Nine, junto a los miembros de la Hundred Reasons.
En 2011, realizó una sesión de DJ en el Hevy Music Festival en Kent.
En 2013, creó la portada del álbum Tears on Tape de HIM.

## Guitarras
Cuando toca la guitarra para Krokodil, utiliza una Gibson SG equipada con una pastilla Seymour Duncan 'Invader' y una Fender Telecaster Jim Root Signature Series con un amplificador Diezel VH4.